# Jakub Zouhar
Jakub Zouhar (* 23. ledna 1980 Praha) je český historik působící na Filozofické fakultě Univerzity Hradec Králové.

## Životopis
Jakub Zouhar se narodil 23. ledna 1980 v Praze. Maturoval na Akademickém gymnáziu v Praze. Studoval dějepis a společenské vědy na Pedagogické fakultě (Mgr. a rigorózní zkouška PhDr. v roce 2003), archivnictví a pomocné vědy historické na Filozofické fakultě (Mgr. 2005) Univerzity Karlovy v Praze. V roce 2008 obhájil disertační práci na téma Česká dominikánská provincie v raném novověku (1435-1790) a získal titul PhD. Práce o dva roky vyšla i knižně. 1. února 2019 byl na Slezské univerzitě v Opavě jmenován docentem.
Od roku 2005 působí jako asistent, odborný asistent a od roku 2019 jako docent na Katedře pomocných věd historických a archivnictví na Filozofické fakultě Univerzity Hradec Králové. V letech 2007-2008 pracoval též jako archivář v Archivu Univerzity Karlovy v Praze.

## Dílo
Jakub Zouhar se zabývá evropskou historiografií, církevními dějinami raného novověku a německou písemnou kulturou v českých zemích. Publikuje česky, anglicky a německy knihy i v odborných periodikách v ČR i mimo ni včetně Českého časopisu historického. Pravidelně přispívá do Biographisch-Bibliographisches Kirchenlexikon (https://www.bbkl.de/index.php/frontend/lexicon).

### Knihy
- ZOUHAR Jakub, Česká dominikánská provincie v raném novověku (1435–1790) [The History of the Bohemian Dominican Province in the Early Modern Age (1435-1790)], Praha: Krystal OP 2010, 279 s. ISBN 978-80-87183-29-8.
- ZOUHAR, Jakub, August Anton Legis-Glückselig (1806–1867). Das Porträt eines vergessenen deutschsprachigen Prager Verfassers , Červený Kostelec: Pavel Mervart 2012, 148 s. ISBN 978-80-7465-019-2.
- ZOUHAR, Jakub, Dominican Historical Scholarship of the 19th and 20th Centuries in Outline: A Chapter in the European Intellectual History, Červený Kostelec: Pavel Mervart 2013, 144 s. ISBN 978-80-7465-087-1.
- ZOUHAR Jakub, František Pubička S.I. (1722–1807). Barokní historik ve století rozumu [Franz Pubitschka S.I. (1722-1807): A Baroque Historian in the Age of Reason], Červený Kostelec: Pavel Mervart 2014, 450 s. ISBN 978-80-74650-96-3.
- ZOUHAR, Jakub, Cyrill Riga O.P. (1689–1758): The Life and Work of a European Preacher in the Age of Reason, Roma: Angelicum University Press 2015, 235 s. ISBN 978-88-88660-71-4.
- ZOUHAR, Jakub, Die Komotauer Chronik des Bürgers Johann Joseph Urtika (1710-1784). Ein Beitrag zur frühneuzeitlichen deutschsprachigen Geschichtsschreibung in den böhmischen Ländern, Červený Kostelec: Pavel Mervart 2016, 210 s. ISBN 978-80-7465-218-9.
- ZOUHAR Jakub, POLEHLA Petr, Přehled církevní historiografie na Západě do konce osvícenství [An Outline of Church Historiography in the West until the End of the Enlightenment], Červený Kostelec 2018.[5]
- ZOUHAR Jakub, POLEHLA Petr, Itinerarium Romanum of Ignatius Swieteczky O.P. A Critical Edition and Translation of a Travel Diary of 1777. (Monumenta Ordinis Fratrum Praedicatorum Historica 33), Roma: Angelicum University Press 2021. 648 s. ISBN 978-88-9961-643-4.

### Editorství
- ZOUHAR Jakub, BOLOM KOTARI Martina, BOLOM KOTARI Sixtus, Cogito, scribo, spero: Auxiliary historical sciences in Central Europe at the outset of the 21st century, Hradec Králové 2012.[6]
- ZOUHAR Jakub, Libraries in East Central and Eastern Europe between the Middle Ages and the Enlightenment (= Monastica historia 5), Brno - Hradec Králové - St. Pölten: MZK - UHK - Diözesanarchiv St. Pölten 2020, 320 s. ISBN 978-80-7051-295-1 a 978-3-901863-63-9.

### Články v periodikách, sbornících a kapitoly v monografiích
- ZOUHAR Jakub, Im Schatten der deutschen Reimübertragung der Dalimil-Chronik Versannalen (der so genannte „Abriss“ aus dem 14. Jahrhundert) (Ein Beitrag zur mittelalterlichen deutschsprachigen Literatur in Böhmen)“. In: Listy filologické 130, 2007, č. 1-2, s. 21-42.
- ZOUHAR Jakub, The Foreign Studies (Especially in Italy) of the Dominicans of the Bohemian Province in the 17th and 18th Centuries. In: Roma - Praga. Praha - Řím. Omaggio a Zdeňka Hledíková. Praha, Scriptorium 2009, s. 441-453.
- ZOUHAR Jakub, Das Alltagsleben der böhmischen Dominikanerprovinz vom 15. bis zum 18. Jahrhundert - eine knappe Zusammenfassung. In: Heidemarie Specht, Tomáš Černušák (Hgg.), Leben und Alltag in böhmisch-mährischen und niederösterreichischen Klöstern in Spätmittelalter und Neuzeit. Referate der gleichnamigen Tagung in Brünn vom 28. bis 29. Oktober 2008 (= Monastica Historia 1), St. Pölten – Brno 2011, s. 147-154. ISBN 978-80-86787-48-0 a 978-3-901863-35-6.
- ZOUHAR Jakub, De re diplomatica libri sex by Jean Mabillon in Outline. In: Listy filologické 133, 2010, č. 3-4, s. 357-388.
- ZOUHAR Jakub, Prameny k životu a kariéře členů České dominikánské provincie raného novověku [Resources on the Lives and Careers of Members of the Bohemian Dominican Province in the Early Modern Period]. In: Folia Historica Bohemica 26, č. 2, 2011, s. 355–364.
- ZOUHAR Jakub, Dějiny a kultura slezských dominikánů v nové historiografii [The History and Culture of the Silesian Dominicans in Modern Historiography]. In: Český časopis historický 112, 2014, č. 2, s. 287–294.
- ZOUHAR Jakub, Mezi Prahou a Hradcem Králové: historik Jan Haiden S.I. (1716-1803) [Between Prague and Hradec Králové: historian Jan Haiden SI (1716-1803)]. In: Petr Polehla (ed.), 350 let královéhradecké diecéze, Červený Kostelec: Pavel Mervart 2015, s. 307-342. ISBN 978-80-7465-160-1.
- ZOUHAR Jakub, The Relationship between Silesian Convents and the Bohemian Dominican Province in the Early Modern Period. In: Dariusz Galewski - Wojciech Kucharski - Marek L. Wójcik (red.), Historia, kultura i sztuka dominikanów na Śląsku 1226-2013. W trzechsetlecie beatyfikacji bł. Czesława, Wrocław: Oficyna wydawnicza ATUT 2015, s. 107-115. ISBN 978-83-7977-127-1.
- ZOUHAR Jakub, Přehled benediktinského dějepisectví v českých zemích [An Overview on Historiography of the Benedictine Order in the Czech Lands]. In: Konšťantinove listy / Constantine's Letters 9, 2016, č. 2, s. 39–73.
- ZOUHAR Jakub, Der Dominikanerkonvent St. Michael in Leitmeritz und seine Beziehung zum städtischen adligen Milieu in der Frühen Neuzeit. In: Jiří M. Havlík – Jarmila Hlaváčková – Karl Kollermann (Hgg.), Orden und Stadt, Orden und ihre Wohltäter (= Monastica Historia Bd. 4), St. Pölten-Praha: Diözesanarchiv St. Pölten-Historický ústav Akademie věd ČR 2019, s. 246–269. ISBN 978-3-901863-60-8, ISBN 978-80-7286-340-2 (přeloženo z českého jazyka).
- ZOUHAR Jakub, Historical Research in the Czech Republic between 1974 and 2019 on the Pre-Suppression Society of Jesus. In: Archivum Historicum Societatis Iesu 89, fasc. 178, 2020, č. 2, s. 467–498.
- ZOUHAR Jakub, Early Modern Jesuit Writing of History as an Inspiration for Central European Historians before 1773. In: Cristiano Casalini, Emanuele Colombo, and Seth Meehan (eds.), Engaging Sources: The Tradition and Future of Collecting History in the Society of Jesus (Proceedings of the Symposium held at Boston College, USA, June 11–13, 2019), Provided in Open Access by the Institute for Advanced Jesuit Studies at Boston College, USA, s. 1–17. ISBN 978-1-947617-09-4 (online: https://jesuitportal.bc.edu/publications/symposia/2019symposium/symposia-zouhar/ Archivováno 25. 6. 2022 na Wayback Machine.).
- ZOUHAR, Jakub, The Dominican Province of Bohemia in the Late Mediaeval and Early Modern Period (1435–1785) – A Concise Narration based on Fragments of Preserved Historical Sources. In: Archivum Fratrum Praedicatorum. Nova Series 7, 2022, s. 239–299.
- ZOUHAR, Jakub, La storiografia della provincia di Boemia dell’ordine domenicano durante la prima Età moderna (sintesi della problematica) [Early Modern Writing of History in the Bohemian Province of the Order of Preachers]. In: Bollettino dell’Istituto Storico Ceco di Roma 13, 2022, s. 191–209 (přeloženo z českého jazyka).
- ZOUHAR, Jakub, Řád bratří kazatelů a jejich centrum historického výzkumu v Římě [The Order of the Preachers and their Centre for Historical Research in Rome / L’ordine dei fratelli dei predicatori e il loro Centro di Ricerche Storice di Roma], in: Tomáš Černušák – Petr Vorel et al., ITER ROMANUM MMIX–MMXXIV. Kniha česko-italských vědeckých studií Českého historického ústavu v Římě, Praha: HÚ AV ČR 2024, s. 21–29. ISBN 978-80-7286-434-8